# 夜桜四重奏 〜ヨザクラカルテット〜
『夜桜四重奏 〜ヨザクラカルテット〜』（ヨザクラカルテット）は、ヤスダスズヒトによる日本の漫画作品。『月刊少年シリウス』（講談社）にて、2006年3月号から2025年9月号まで連載。2025年4月時点で電子書籍を合わせた累計部数は450万部を突破している。
当記事では二度目のテレビアニメ化作品『夜桜四重奏 〜ハナノウタ〜』、OAD『夜桜四重奏 〜ホシノウミ〜』および『夜桜四重奏 〜ツキニナク〜』についても記述する。

## ストーリー
7本の霊桜が根付き、人間と妖怪が共存する桜新町。町の性質から世襲により町長を務める槍桜家の当代である女子高生・槍桜ヒメは、妖怪がらみのトラブルが起きると「比泉生活相談事務所」の所長・比泉秋名と所員の五十音ことは、七海アオと協力し、4人でそれらを解決していた。
しかしある時から桜新町で起きる奇怪な事件の裏に、理由あって桜新町を去ったはずのアオの兄・七海ギンに似た人物の影が垣間見えるようになる。

## 登場人物
「声」は特記のない限りテレビアニメ版、OAD版共通。

### 主要人物
槍桜 ヒメ（やりざくら ヒメ）
声 - 福圓美里
本作の主人公。桜新町町長。女子高生。
5月4日生まれ。16歳。身長166センチメートル。趣味は見回りと自己鍛錬、オリジナル故事成句の作成（夏頃から）。長い黒髪に赤紫色の目、季節を問わず常に長いマフラーを巻いている。
先代町長であった祖母、マチが病に倒れた9歳のころから町長を務めており、町の年配の人々からは町長であると同時に孫のように思われている。町長としての責任を強く感じており、公務中は親しい人間にも「町長と呼ぶように」と厳命し、町や町民を大切に思うばかりに無茶な行動を取って、かえって心配をかけるということも多々ある。基本は強気で前向きであるが、自らの失敗に対する後悔、あるいはそれに対する非難などに頻繁に落ち込む=ヘコむ（毎回のようにヘコんでいる描写がある）。その性格は、作者よりツンデレならぬ「ツンヘコ」と称された。
一日6食も食べるほどの大食いで、「麺食い」と自称するほど麺類が好き（生麺20袋を「一日分」と発言している）。麺類について語る時は、よくわからない専門家風のキャラになる。普段は強気な態度が目に付くが、空腹になると途端に駄々をこねるようになる（被害者は主に秋名）。
普段から「ヒメメモ」と呼んでいる巻物を携帯しており、その日の出来事や行事、重要事項を記している。しかし最近は書くべき事案の量が減っているため、オリジナル故事成句を考える時のメモ帳として使うこともある。
常人離れした能力を持ち、至近距離から連射された銃弾を避けることはおろか、平手で叩いて逸らすといった芸当も彼女にとっては簡単なことである（ことは曰く、マッハ3で真横から叩けば誰でも可能であるらしい）。戦闘時は部活道具であるラクロスのラケットをはじめとした棒状の「長いもの」を槍のように振り回して戦う（テレビアニメ第1作では伸縮できる槍を常に持ち歩いている）。
実は龍の血統を受け継いだ妖怪で、幼少期にその強大な妖力を八重に抑えてもらっている。ヒメが季節を問わず巻いているマフラーは、妖力封印の際に首にできた傷に泣いてばかりだったヒメを慰め、同時に傷を隠す目的で秋名が編んだものである。町長就任の日、桜新町という人妖が共存する町の長となるにあたり、人と妖怪の両方の立場から物事を考られるようになるために、八重の力で「ヒメが妖怪である」という記憶を全ての町民から消し去っていた。しかし後に隣町の町長選の事件の中で妖怪であるという事実が明らかになり、それ以降は町民にも認知されているようである。また記憶が戻ったことにより、桜新町の土地に宿る龍脈のエネルギー、真の龍槍「逆撫」を託された。
前述どおり、学校ではラクロス部に所属しており、町長職務により練習時間がとれないためあまり上手くないが、元々球技全体が苦手な模様（本人は下手は下手なりに楽しんでいる）。｛例｝ツキニナクでの桃華と卓球をしている場面があり、振りは大振りだが球の勢いは弱い。
比泉 秋名（ひいずみ あきな）
声 - 梶裕貴 / 田村睦心（幼少時代）
「比泉生活相談事務所」の所長。真人間。
3月3日生まれ。18歳。身長173センチメートル。好物はカレー。珠算三段。趣味は掃除と料理。裁縫も上手い。
事務所の中では苦労人で、普段は周り（主にヒメ）の暴走を止める役割。比較的穏やかな性格だが、本気で怒ると周囲が止めに入るほど怖くなる。
比泉家は代々「お役目」を継ぐ家系であり、彼も「調律（チューニング）」を行うことが可能である（詳細は後述）。その際はなぜか髪が伸びるのだが、この状態は単行本のラフ画によると「お役目モード」であるらしい。後にコントロールの難しい槇春の十八番である悪気（特定の妖力）のみの調律も行えるようになった。調律を行いすぎると彼とこの世とのズレが大きく生じる結果、髪がさらに伸び、腕が黒くなっていき、体中に激痛が走る。ズレを戻すには真人間に触れなければならない。現在は円神との決戦のために、雄飛からの命令で調律を封印している。
調律が使えることを除けば身体能力は他の面々に比べると劣るため、戦闘時はサポート役に回ることが多く、そのことを歯痒く思っているが、ヒメや恭介から「妖怪たちの支えになっている」と諭される。またアオやことはの仕事を代行しても黙っていたり、調律による疲れを周りに見せないことや楽観的な性格から「昼行灯」とも称される。
七海 アオ（ななみ あお）
声 - 藤田咲
「比泉生活相談事務所」の所員。
6月26日生まれ。15歳。身長148センチメートル。所員の中では最年少。薄い水色の髪と目を持つ。趣味は木登り、食事。好物は甘味。100メートル走を10秒台で走りきるほど足が早い。
麺好きのヒメに対し、放っておくと白米ばかり食べるごはん党。硫黄臭を嗅ぐと酔っぱらいのような状態になる。低血圧で二度寝することがある。
ヒトや動物の心を読むことのできる妖怪「サトリ」。広範囲の生き物の思考を一瞬にして読み取る広域読心（サテライト）や、自らの意思を他人に伝えたり一種の暗示をかけたりする精神干渉などの技が使える。ただし能力を連続で使いすぎるか、能力の有効範囲を広げすぎると妖力を大量に消耗し、空腹で倒れてしまう。妖力は甘いもので補給している。また、円神曰く幻を見せることもできる。
心優しく面倒見のいい性格で、怒ることはヒメも目を見開くほど珍しい。相談所のメンバーの中ではツッコミ役。伝票整理など数字に関わる仕事が苦手だが、休憩時間には簿記検定3級の問題集を解いている。
頭部の横側に猫のような耳が生えているが、実は耳ではなく心を読むためのアンテナ（本来の耳もちゃんとある）。普段は帽子やヘッドホン、夏はカチューシャなどで隠している。驚いた時や激怒したときは獣耳が立つ。
兄であるギンの身体が円神に乗っ取られていたことを知ったときはショックで倒れたりしたが、その後八重からまだ魂が残っていると聞いてからは、自分が強くなれば兄はもっともっと強くなってきっと戻ってくれると考えるようになり、兄を信じ慕っている。それだけに円神を毛嫌いしており、彼が兄のように振舞うことを何よりも嫌がっている。
自分が兄と同じ学年だとなんだかぎこちない、という理由で高校進学は延期し、相談所に就職した。次元融合の件が終わり次第、ヒメや桃華が通う高校に入学する予定である。
サトリとしての能力を使い過ぎた結果、現在桜新町で最もこの世とのズレが大きくなってしまい危険な状態に陥っている。本人もあの世との境界線がたまに見えるようになってしまっている。そのため万が一の出来事に備えて製作された元老院特製の獣耳の形をしたブースターを身につけることとなった。
七郷を調律するためにこの世から消滅した。
五十音 ことは（いそね ことは）
声 - 沢城みゆき
「比泉生活相談事務所」のバイト兼副所長。
9月3日生まれ。16歳。身長166センチメートル。好物は野菜料理全般。茶色の髪と目を持ち、髪を結っている。眼鏡っ子で巨乳。過去に「堕ちた」半妖で言葉を物質化することができる「言霊使い」。趣味は旅行、読書。
実は伊達眼鏡だが、視力がいいわけではないようで、コンタクトレンズを併用している。百合っ子。読書狂（ビブリオマニア）である。童話が好きで、自宅の本棚は童話ばかり。りらに希少本を借りるほか、元老院の図書館を自由に利用できる院証を所有している。
さっぱりした気前のいい性格。自分の意思が関与できないことは全て「運が悪い」と割り切るようにしている。
半妖であるため身体能力は高く、ヒメと互角にやり合えるほど（電柱を飛んで移動することもできる）。1対多ならヒメより強いらしい。戦闘時はその身体能力に言霊を加えたスタイルを取る。その際多数の銃器を出すこともあり、秋名曰く「真正の乱射魔（トリガーハッピー）」。さらに言霊は想像で強くなる。そのため、想像力を養う読書と言霊の相性はよく、椎名は「幸運にもいい組み合わせ」であると評価している。また、生体電流によって意思を交わす（＝光速の世界に生きる）サトリのアオと、音の揺らぎを操る（＝音速の世界に生きる）言霊使いは最良のパートナーであり、天敵であると示唆されている。
言霊を唱える際は壁、氷などの簡単なものなら一言で済むが複雑なもの（人の手で作られたもの）は対象物の素材や見た目、仕組みなどを細かく口にしなくてはならない。そのため、複雑かつ必要なものは辞書登録（インストール）をしている。辞書登録は、舌で対象物を舐めることによって“味を覚える”らしい。登録済みのものを物質化するときは必ず「ショートカット」と言い、その後に出すもののキーワードを言う。ドイツ国防軍制式武器の「FLAK36 88ミリ砲」（「ショートカット アハト アハト (88)」）「MP40」、などを登録してある。またかなりのミリタリーマニアらしく、ドイツへ旅行しに行った時はコブレンツ国防技術博物館を訪れたり、列車砲をショートカットなしで物質化したことがある。また、文章を読むことによって物質化することもできるが、本人曰く「しんどい」らしい。また電話で大声で言霊を使えば、相手の側で具現化させることもできる。ただ能力を使い過ぎると発した言葉を物質化できず「文字」が現れてしまったり、声を嗄らしてしまう。そのため事前にのど飴をなめることも多い。
堕ちる以前から事務所には地下にある書庫目当てで通っていたが、ある日、その帰り道に堕ちてしまった。その際に多大な被害を出しており、ざくろ曰く「一番血の匂いがする」とのこと。できる限り気にしないようにしているが、そのことを責められたり、思い出してしまうと少しネジが外れてしまう。七郷開花において、自分達半妖がカギを握ると考えている。
作者曰く、連載が決まる最後の最後のバージョンまで存在しなかったキャラクターだったが、当時の担当の「眼鏡っ子は必要でしょ」の一言で急遽作ったという。今では作者一番のお気に入り。

### 「比泉生活相談事務所」関係者
岸 恭助（きし きょうすけ）
声 - 小野大輔 / 小松未可子（幼少時代）
桜新町町長（ヒメ）の秘書にしてヒメのお目付け役。
2月10日生まれ。18歳。身長177センチメートル。黒髪に灰色の目を持ち、眼鏡を掛けている。正体は鬼。本気になると頭部に2本の小さな角が生える。好物は牛丼。趣味は読書。
冷静で真面目な性格だが、熱くなりやすい。特に妹の桃華に対しては少々シスコン気味。混乱すると言葉が変になる。なぜかコーラを飲むと酔う（普通の酒でも十分酔う）。秋名とは子供の頃からの付き合いで、皆が恭助の力を怖がって近づかなかったときも、秋名だけはいつもちょっかいを出していた。そのため親友とも呼べる仲だが、桃華との仲は認めていない。ヒメのことは「お嬢様」（公務中は「町長」）と呼び敬語を使うが、稀に「休憩時間」を取り、その際は「ヒメ」と呼び砕けた口調になる。ちなみに敬語はヒメの秘書になると宣言してからけじめとして日常でも使うようになった。
岡山出身。以前は自分達が「鬼」というだけで差別する周りの人間達から桃華を守ろうと、誰の世話にもならないと言っていたが、ヒメの言葉により桜新町へ来た。
ことはのおこした事件の際、頭部を強く打ち、その後眼鏡をかけるようになる。本人曰く、「前から近視が進んでいて元々かける予定だった」と言っているが、ギンと秋名の反応からその傷が原因で視力が下がった模様。
岸 桃華（きし とうか）
声 - 戸松遥
恭助の実妹。
8月1日生まれ。16歳。身長164センチメートル。兄と同じく鬼で岡山出身。おかっぱ頭が特徴だが、時期によって微妙に髪型を変えている。趣味は弓道（現在はやっていない）、音楽鑑賞。
恭助同様に力を抑えるため枷をつけていたが、それでもその力は大きく不安定で松葉杖でソファーを吹っ飛ばしたり突っ込んできた車を片手で押え込むほど。本気になると、恭助と同じく頭部に2本の小さな角が生える。夏になってからは完全に力をコントロールできる様になり、枷がなくても生活できるようになっている。
初登場時はおとなしい性格で、抑えられない力に心を痛めたりもしていたが、枷を作りかえてからは体に負担がかからなくなったせいか、明るくなっている。どうやらボケの方に当たるらしいが、秋名やアオがいないと自動的にツッコミにまわる。兄、恭助のシスコンぶりに呆れはしているものの、なんだかんだでちゃんと尊敬している。秋名に思いを寄せておりヒメに対抗心を燃やすこともあるが、基本は仲良し。紫に協力するようになってからは秋名に膝枕するヒメを茶化すこともありライバル意識は消えている模様。
現在は合気道を習っており、円神との戦いでも使ったが「付け焼き刃」と称された。
幼少期にことはがおこした事件の後、恭助に大けがを負わせたから、と彼女を一時期敵対視していたが、その後の恭助の説明や、アオが彼女と一緒に遊ばせるようにしたことから少しずつ打ち解けていった。
東 鈴（あずま りん）
声 - 又吉愛
ラーメン屋「宝々蘭（ほうほうらん）」の住み込みのバイト。
12月11日生まれ。15歳、不死人だが歳を取る。好物は餃子。趣味は食べ歩き。
茶髪に金色の瞳を持つ。小柄で保育園児と遊んでいて紛れてしまうほど。常に敬語で話し、性格は明るく無邪気。サボっている描写が多いが仕事には真面目。住み込みで働いているラーメン屋の店主にはとても感謝している。
不死人で本来なら札を貼っていなければ動けないが、七郷で作られた名前入りワッペンを札代わりとしているため動ける。札（ワッペン）がないと、死んでいると同じ状態だが、近くに死霊使いがいる時は札（ワッペン）なしでも動くことができる。不死人の体質上、眠ることができない（なぜか居眠りする描写は存在する）ため、睡眠時は札を外し、起床時にはアラームと同時に札を張り付ける特殊な目覚ましを使っている。眠れない時に見続けたせいか、星空が怖い。料理が得意。
過去に迫害を受けていたらしく、体中に傷がある。学校に登校する際は夏でもセーターやタイツなどで肌を隠している。そのせいか桜新町に来たばかりのころは大人しく、気弱で人見知りも激しかった。
迫害されていた昔、ざくろに助けられ共に生活をするも、彼女が堕ちたことで逃げ出し、桜新町に来た。そのざくろがやって来た際は皆に迷惑をかけないため一度はざくろとともに町を出る決意をするが、ヒメ達の活躍によって町に留まることになった。
テレビアニメ第1作では第1話の時点で桜真町にやってくる。過去が異なり、妖怪であることを理由に学校でイジメられており、人間に対する不信感が原作より強く、人間の秋名や妖怪なのに人間に加担するヒメ達を嫌っていた（のちに和解）。
士夏彦 雄飛（しなつひこ ゆうひ）
声 - 松本さち
桜新町のある区の区長であり、その区の土地神。
1月1日生まれ。少年のような外見をしているが、年齢は千を越える。身長142センチメートル（少年の時）。趣味は秘書のマリアベルにコスプレをさせること。好物は粉物。
土地神として「つかず離れずただ見守るのみ」という姿勢でいるものの、妹の八重に秋名の仕事を手伝わせるなど協力的である（理由は「200年以上前から桜新町の桜並木を毎年見続けていて来年それが見られなくなることが嫌だから」としている）。ヒメ達にコスプレをさせたり、ことはにエロ本を読ませて実体化させようとしたりと、年齢相応の（？）オッサンぽい所がある。喫煙者。実は土地には根付いておらず、マリアベルの守り神である。以前50年ほど桜新町の土地神だったが、七郷ができたころに旅に出た。少年の外見なのは長らく土地に根付かなかったために力が衰退してしまったためであり、力が戻った現在は本来ならば青年の姿なのだが、マリアベルに「小さい方がよかったなー」みたいな顔をされたため、ずっと少年の姿をしている。ただし重要な会議などで町外に出る時は青年の姿に戻る。
彼も調律することができ、堕ちてしまった人々を救うために各地を旅していた。マリアベルの守り神になった後は桜新町に居ついたこともあり、その能力を使ったのは二回ないし三回ほどだという（一回は六角の事件の際）。
マリアベル
声 - 田中理恵
桜新町のある区の区長、雄飛の付き人。
3月11日生まれ。22歳。身長168センチメートル。趣味は料理。朝は和食じゃないと機嫌が悪くなるという裏設定が存在する。
寡黙で大人びた感じのする女性だが、メイド服とゴスロリの違いが分からなかったり、宴会で寝てしまうなど少々抜けているところもある。のどの調子が良くない時は薬タバコを吸っている。雄飛の趣味に付き合わされ、常に何かしらのコスプレをしていて予備も何着か携帯している。ちなみに、最近ではコスプレを楽しんでいる。
元は人間だが、一度死に、そこから生き返った人造人間であり、不死人。故郷で疫病が流行った際に一番病の回りが早かったため、父の禁術で蘇り、抗体（ワクチン）生成のために人体実験を自らの体で行った。永遠に生きていくことを快く思わない父や弟の願いで一度は調律されることを望むが、雄飛の言葉で共に生きることを誓う。前はシスターをしており、そのときの服は八重が普段着ているものである。また滅多に笑顔を見せることはないが、雄飛の寝顔を見ているときは笑顔を見せることがある。雄飛が青年の姿だと不貞腐れる。
本名はV・マリアベル・F（ヴィクトル・マリアベル・フランケンシュタイン）であり、じゅりとりらのご先祖様にあたる。じゅりやその父から稀におばあちゃんと呼ばれるが、本人は嫌がっている。
士夏彦 八重（しなつひこ やえ）
声 - 桑谷夏子
桜新町の土地神で、雄飛の妹。
12月25日生まれ。自称24歳のシスター。身長166センチメートル。好物はわらび餅。
常に修道着（元はマリアベルのもの）を身につけている。雄飛とは違い年齢相応の外見をしているが、200年以上前のエピソードでも登場しており、実年齢はかなり上である。相当なクマ好きで、部屋にはたくさんのクマグッズが飾られている。中でもヒメから貰ったクマの被り物がお気に入りで、パトロールの時も身につけている。兄同様、町民全員の妖力を弱めるなど強力な力を持っている。町の妖怪が使用する枷やお札の類の作成もしている。裁縫は苦手。生足を見られることにかなりの羞恥心を感じており、見られた時には恥ずかしさのあまり気絶する。
普段は見えないが2振りの日本刀「春風（はるかぜ）」と「春疾（はるやみ）」を持っていて、能力を発動させるときなどには剣を抜く（2つを合わせて「春疾風（はるはやて）」という）。秋名達とは仲がいいが、兄の雄飛は「土地神としての威厳がない」とあまり快く思っていない。じゅりとも仲がいい。円神の言う「女狐」とは八重のこと。桜新町の犯罪率が低いのは彼女が夜な夜なパトロールをしているからである。土地神故に、桜新町で事件が起こると自分の体に異変が起こる。八重はそのことを「この町はわたし」と形容している。また、円神から弱点は町境と指摘されており、それは土地神が根付いた土地から出られないことに起因する。町の外に出るには身体を小さくする（子供になる）必要がある。
元はただの八重桜だったが、雄飛が旅立つ時に餞別として土地神になった。しかし雄飛の旅に同行すると言って聞かず、当時の比泉家当主の口添えによりこの地に根付かなかった。春疾は誕生時から持っており、桜新町に根付いた時に春風を手に入れた。
V・じゅり・F（ヴィクトル・じゅり・フランケンシュタイン）
声 - 大久保藍子
桜新町唯一の妖怪医にして町のアイドル。
8月30日生まれ。24歳。身長168センチメートル。真人間。桜新町のアイドルで、地元のテレビ番組にも出演している（ただし最近は控えている）。名前は平仮名だが出生地はイギリス。好物は辛いもの。
明るい性格の持ち主で笑顔を絶やさず、怒る時も笑顔で迫る。暴走した自動車を足だけで止めたり、腕相撲でヒメと桃華を一度に相手にして圧勝するなど人間離れした力を持つが、本人曰く骨の回し方と筋肉の縮め方がポイントらしい。ヒメにとって姉のような存在で、彼女が幼いころから面倒を見ていた。趣味は八重とのドライブ。睡眠時間が1日10時間と長く、患者用のベッドで仮眠を取っていたりする。食事量はヒメよりも多い。
マリアベルの子孫（正確にはマリアベルの弟の子孫）であり、医者なのにナース服を着ているのは先祖代々の決まりだからである。
幼少期に一人でカルヴァーニの子孫を追って桜新町に来たことがあるが、当時は町を救うために禁術に手を出したカルヴァーニが迫害されていることが原因で、無愛想で大人嫌いの少女になっていた。この性格と考えはこの時にマチが「小さくても良く通る声を持った大人になってみなさい」と諭したことがきっかけで軟化していくこととなる。しかしマリアベル以外のカルヴァーニの子孫は来日の数年前に途絶えてしまっており、当初の目的は達成できなかったものの、桜新町に移住し妖怪医になるという新しい目標が生まれることとなった。
七海 ギン（ななみ ぎん）
声 - 関智一
アオの兄。サトリ。
4月5日生まれ。身長179センチメートル。
次元の融合を止めるためにあの世の比泉家の末裔に協力してもらおうと秋名によって調律され、あの世に行った際に円神に体を乗っ取られてしまった。円神は魂を追い出したと言っているが、彼がギンの癖を無意識にしていたりサトリの能力を使っていたりするため、まだ魂は生きているとみられている。チーズケーキが好きで、独特の切り方が癖だった。七郷からの景色が好きだったらしい。
テレビアニメ第1作ではこの世で円神に体を乗っ取られた。またキャラが深く掘り下げられており、ヒメ・秋名とは幼馴染の穏やかな性格の青年であることがうかがえる。

### 桜新町の住人
観月 獅堂（みづき しどう）
声 - 加瀬康之 / 村中知（少年時代）
警察官であり、館林姉妹の保護者。妖怪。狼男。
4月21日生まれ。28歳。独身。好きなものは肉類。酒豪。趣味はガーデニング。
顎髭をたくわえている。館林姉妹のお守りをしているが、少々気が弱く2人が騒ぎ出したら手に負えなくなってしまう。一見大人しいが、篠塚が桃華達に手を出そうとしたときには彼を片手で押さえ、「この子たちに何かあったら僕は自制できる自信がない」と述べており、強力な力の持ち主である（篠塚と円神曰く「この町で一番強い」）。元は力の制御に悩んでいたが、力を徹底的に強める事で、逆に「傷つける力」を押さえ込んだ。
桜新町には当てもなく流れていたところでたまたま通りかかったところを、館林姉妹の両親に声をかけられ、街に住むことになる。その後館林夫妻に憧れ、警察官になるが、成り立ての時期にある事件が起き、それで彼らを目の前で死なせてしまい、それについて責任を感じ、まだ産まれたばかりだった館林姉妹を引き取った。
館林 水奈（たてばやし みな）
声 - 高垣彩陽
桜新町に住む妖怪の女の子。
11月11日生まれ。5歳。趣味は日本酒の飲み比べ。好物も日本酒。
常に眉が上がっており、怒り顔。髪の色は青。アホ毛があり常に髪を一つに結っており、白と青色のパーカーの服を着ている。関西弁を使い、勝気で言いたいことはストレートに言う。怒ると言動や態度は荒っぽくなる短気な一面も。酒好きなど、意外とオッサンぽいところもある。頭を使うことが苦手なようである。吸血鬼と人魚のハーフ。そのため血液や水を飲むが、それだけではつまらないと日本酒を好んで飲む。双子でも水奈の方は人魚の血の割合が多いため、水に浸かると成長する。
館林 火奈（たてばやし かな）
声 - いのくちゆか
桜新町に住む妖怪の女の子。
11月11日生まれ。5歳。趣味は水奈と町内徘徊。好物はトマト。
常に眉が下がっており、困り顔。髪の色は赤。アホ毛があり、赤色のパーカーの服を着ていて、フードを被っていることが多い。水奈のように関西弁は使わず、気弱で大人しく、口数が少ない。水奈とは性格が反対で、怒ることは無く、オッサンぽいところも無い。また、頭は冴える方である。水奈と同じく、吸血鬼と人魚のハーフ。そのため血液や水を飲む。双子でも火奈の方は吸血鬼の血の割合が多いため、血を飲むと成長する（ちなみに輸血用の血では成長しない）。
ジュンタ
声 - 日比愛子
名字不明。人間。サッカーが好きな明るい男の子。町内のカラオケ大会でことはと決勝で対峙するほどの歌唱力の持ち主。好きな物はカレーライス。
四谷甚六（よつや じんろく）
声 - 中博史
天﨑陶芸店主。人間。口は悪いが、ヒメや小姫を気遣う一面もあり、根はいい人。ヒメの祖母から竜脈を託されていた。自衛のため、と称し半妖化したトカゲを一気に何体も吹っ飛ばすほどの威力を持つロボットアームと自爆装置を自作し、店に取り付けていた。昔足を痛めたらしく、ヒメメモにその後の様子が記されていた。
比泉生活相談事務所が旗揚げされた時、槇春から参加を打診されていたが、どこかの工房に弟子入りしたい、という理由で断った（本当はやりたかった）。龍脈や良い土の場所（龍脈と同じかは不明）を見極めることができる力があり、槇春らを度々サポートしていた。現在も龍脈や土を見極める力は衰えていないようで自らが手がける畑の作物や祭りで必要な竹を取るときなどで「良い土」を見極めている。また当初はヒメの町長としての在り方に不満をぶつけていたりと気難しいイメージが強かったが、森野・小姫の町長編でヒメに自分の家を妖怪から守ってもらった頃（アニメ『夜桜四重奏 〜ハナノウタ〜』では恭助もヒメと一緒に家を守っていた）から態度が緩和し、話が進むにつれヒメや秋名たちと触れ合うことで若い世代を見ることに楽しみを覚えており、好好爺となっている。若い頃からの友人である元老院の総代、伊予薄墨とは今でも会えば会話を交わしたりと親交がある。
四谷キク（よつや キク）
声 - くじら
甚六の奥さん。人間。ヒメたちの事を子供の頃からかわいがっていた。学生時代から甚六と共に行動しており、甚六に惚れていた。
森野・小姫の町長編では桜新町に来訪した小姫を歓迎し自宅を壊され吹き飛ばされたヒメをキャッチ、さらには比泉相談事務所に訪れた際に、ことはに自らの恋の経験を語るなど秋名やヒメたちの世代の良き理解者となっている。
恋については本人曰く相手に「ピーンと来る」とのこと。
おやっさん
声 - 辻親八（テレビアニメ第1作） / 山口太郎（OADホシノウミ以降）
宝々蘭店主。本名は東吉郎。人間。身長197センチメートル。
年齢は50代で雄飛や甚六からは「ヨシ坊」と呼ばれている。熊のようなゴツい顔つきだが、内面は優しく繊細。鈴は勿論、後に半妖騒ぎで鈴を狙ったざくろのことも実の娘のように思っており、鈴の傷が人間によるものだと知った時は酷く落ち込んでいた。
昔は写真で見たアオや桃華が今の姿とのギャップの差に驚くほどのさわやかな好青年だった。
おかみさん
声 - 進藤尚美
本名は東しづか。妖怪。九尾の狐。身長167センチメートル。
若いころは宝々蘭の看板娘だった。かつて暴走して桜新町に現れた際、槇春に祓ってもらい、その後宝々蘭に住み込みで働くようになる。夫同様鈴とざくろのことをとても大切にしている。おっとりとしているが、有無を言わさない迫力があり、怒った際は包丁でチャーシューと厚いまな板を調理台ごと両断した。後に宝々蘭に住むことになるざくろも半妖騒ぎで少なからず鈴などの扱いで思うところがあったものの事件解決後はそれを意に介さずしっかりとざくろを娘として扱っている。
天野 緑子（あまの みどりこ）
声 - 西明日香
ヒメ・桃華の同級生。妖怪。天野酒店の一人娘。幽霊（りら）を目撃し、網で捕まえようとするが、逆に捕まえられ首を絞められかけた。学校では新体操部に所属している。いつも沢木、瑞樹と一緒にいることが多い。小さい頃に貴船に慰められてから一途に想いを寄せている。
テレビアニメ第2作では第11話にて原作同様に幽霊（りら）を目撃し網で捕まえようとするが、逆に捕まえられてしまう。この後の展開は原作と違い触手で制服を半脱ぎ状態にされた末にブラやショーツの中までまさぐられかけた後に救出される展開となっており首を絞められるという描写は無い。救出された際も特に問題なかったらしく笑顔で皆と接している。元老院が外界との接触を極力断つ警戒態勢が始まり、元より女子高校の教師（教頭）を兼ねていた貴船に接触するために外出できる最後の日に椎名に化ける。直ぐに本物の椎名に正体を明かされるが貴船への思いを再度伝え、貴船に一度は諭されるものの椎名の貴船への喝と緑子自身の思いにより貴船もこれを受け、神無月（10月）の後の11月に会うと約束をする。
沢木（さわき）
声 - 葉山いくみ
ヒメ・桃華の同級生。六本目の七郷の元にある神社の娘。大きな竹を一人で軽々と持てるほどの怪力の持ち主。新聞配達のバイトをしている。いつも天野、瑞樹と一緒にいることが多い。
瑞樹（みずき）
声 - タカオユキ
ことはの同級生。いつも天野、沢木と一緒にいることが多い。

#### 桜新町警察署
松平 撫子（まつだいら なでしこ）
声 - 日笠陽子
桜新町警察署署長。24歳。
じゅりと椎名とは高校からの付き合い。USBメモリを谷間にひっかけることができないほど胸が小さいのがコンプレックス。普段のおっとりとした性格からぱっと見では署長と思われないが、有事時の指揮力は高く、署員からの信頼は厚い。事あるごとに獅堂にアプローチをかけている。竹刀ではあるが描写から九条院入鹿の数段上の剣術の腕前であることが判明している。江戸時代から続く風習により「町奉行」の称号を引き継いでいる。
武村 高雄（たけむら たかお）
声 - 金尾哲夫
桜新町警察署捜査第14番課本部長。スキンヘッド。フレームが銀でできている特注製のサングラスを掛けているが、その評価はイマイチ。竹刀ではあるが九条院入鹿を凌ぐ剣術の腕前である。但し署長には敵わないようである。
昔はスキンヘッドではなく普通の髪型であった。
徳井（とくい）
声 - 麦人
桜新町警察署捜査第14番課副部長。射撃の腕がかなり高い。影を操り相手の攻撃を認知し避けることができる上、殺気にも素早く反応できる六角をして「大した腕だ」と評価されている。
観月 獅堂（みづき しどう）
桜新町警察署捜査第14番課所属。詳しくは桜新町の住人の項を参照。
六角（ろっかく）
桜新町警察署所属の警察犬（仮）。詳しくは円神一派の項を参照。

#### 故人
槍桜 マチ（やりざくら マチ）
声 - 峰あつ子（テレビアニメ第1作） / 久保田民絵（テレビアニメ第2作）
前桜新町町長であり、ヒメの祖母。森野やじゅりの人生に大きな影響を与えた人物である。ヒメが9歳のころ、重い病を患い、これ以上町に迷惑をかけたくない、という理由で槇春に調律を頼んだ。
比泉 槇春（ひいずみ まきはる）
声 - 藤本譲（テレビアニメ第1作） / 野島昭生（テレビアニメ第2作）
前比泉家当主兼「比泉生活相談事務所」所長。
秋名の祖父にあたる。秋名によって調律された。
V・カルヴァーニ・F（ヴィクトル・カルヴァーニ・フランケンシュタイン）
マリアベルの父親で、じゅりとりらの遠い祖先。江戸時代に生きた人。娘のマリアベルを禁術で蘇らせたために迫害され、調律を求めて日本にやってきた。マリアベルが雄飛と生きることを決めてからは町医者としてその地（後の桜新町）に住むことになる。
一族の生物学研究の基礎を築き、七郷に関しての研究日誌を残した。
比泉 応秋（ひいずみ おうしゅう）
秋名の遠い祖先であり、比泉分家を調律した張本人。巴が見せた記録映像で比泉分家を調律した後や、自分自身を調律した際に不気味な笑みを浮かべており、その真意について疑問が生じている。
自分自身を調律した後に、あの世で死神となっており、円陽一族７名を含め、調律されて送られてきた者たちの寿命を奪って生きていることが発覚する。飛び石の儀も自分自身が生き延びるために応秋が考案したものである。

### 元老院
区の最高機関。人間側の味方を自称しており、対妖結界等を作り出し、妖怪を犠牲に七郷を消し去ろうとしているため、秋名達とは対立している。桜新町とは違う町にある。
伊予 薄墨（いよ うすずみ）
声 - 清川元夢
元老院の総代。かっては槇春とともに事務所をやっていて、彼の死後も月一で墓参りをしている。老人ながら煙管一本で円神とやりあうなど相当の実力者。
事務所を抜けたのは槇春の「不殺」という信念と彼の意見が対立していたためで、宝々蘭のおかみさんの起こした事件をきっかけに脱退し、元老院に入った。
貴舟 雲珠（きぶね うず）
声 - 間宮康弘
元老院の一人。独身。ヒメや桃華らが通う高校の教頭も務めている。元老院が外界との接触を極力断つ警戒態勢が始まり、元老院の都合により後に休職。校長や生徒からはとても信頼されている教師である。
幼い頃に妖怪検診の際、緑子から花と共に妻になる話を送られていた。後、外界との接触を断つ元老院職員が外に出ることができる最後の日に校長との話を終えた後、椎名と共に自らの高校を歩き仕事をこなすが、緑子が椎名に化けていたことが判明する。緑子のお嫁になるという幼い頃の思いを改めて受け一度は教員と生徒の矜持から緑子を諭そうとするが椎名の喝と緑子の思いに腹を据え11月に戻ってくることを約束する。
盛岡 枝垂（もりおか しだれ）
声 - 浜田賢二
元老院の一人。黒髪に無精髭の男性。陰陽道を習得している。雲珠曰く、「一番元老院でできる天才」。じゅりのファンらしくパソコンの壁紙は彼女の写真を使用している。
昔、検視官として警察署に勤めており、獅童とも面識がある。仕事柄、大学に講義へ行くこともあり、その時じゅりと椎名に教鞭をとっていた。そのときより椎名に惚れられている。
裏では円神に自身の研究データを流していたが、椎名の極秘調査および告発により発覚。その後元老院内での謹慎が言い渡されたが、体内に入れられていたICチップを抉り出して脱走。その後行方不明となっていたが、密かに零郷の中に入っていたことが判明する。
椎名 のり子（しいな のりこ）
声 - 慶長佑香
元老院第一陰陽道研究室で枝垂の助手をしている女性。怪力の持ち主で、ヒメ達の通う高校のOGかつ伝説の新体操部員として名を残している。じゅりと撫子は同大学で学んでいた仲。じゅり曰く「物の考え方が私とそっくりといつも周りから言われていた」。枝垂のことが好きで、ことある毎に執拗にアプローチをかけている。父は警視総監。
薄墨曰く、陰陽道の素質は枝垂並みにあるが、抜けているところも似ているという。
伊予 紫（いよ むらさき）
元老院に新設された「妖事戦略執行局」（対妖の最前線、枝垂曰く“ガチンコの部署”）の局長で、薄墨の孫。枝垂が鍛えた。祖父である薄墨が一番頑なだった頃の考え方に心酔しているらしく、今の薄墨や枝垂・ヒメたちの考えを「甘すぎる」と一蹴している。「申」と「酉」という二体の式神を使役している。
留学先のイギリスから帰国後、「母となる生物が存在していない」鬼の生態に興味を持ち、この町で役に立っていない（と判断した）桃華を拘束・解剖しようとしたがことはによって阻止される。しかしそれにとどまらず、次は高エネルギー集合体である七郷を用いて人々の記憶から鬼を消そうとした。しかし「鬼」としての岸兄妹の存在を消滅させることには成功したが、一個人としての岸兄妹の存在まで消すことはできず、さらに自分が人の記憶に干渉したことが原因で犬・猿・鳥・鬼が出てくるおとぎ話の力を得た桃華に殴り飛ばされた。
恭助から警察がまとめた鬼についての情報の入ったUSBメモリを渡された際には、屈辱を感じ悔し涙をみせた。そして椎名につきそわれつつ、桃華に「身も心も僕のものにしてやる」などプロポーズめいた捨て台詞を吐き、去っていった。
ルーシー・ラング・ミラクラウス（るーしー・らんぐ・みらくらうす）
片眼鏡を掛けた女性。妖怪。ことはとは違い、混じり気無しの「言霊使い」。元老院の書庫で司書をしており、書庫の蔵書の位置は全て把握している。
イギリスからスカウトされ、元老院に入る。一時は枝垂と恋仲でお互いに結婚も視野に入れていたが、枝垂の「零郷」開発実験に協力している時に薄墨らの横槍が入ったことにより、外見が大幅に老化した。なお薄墨らは横槍を入れなければ彼女は死んでいた、と考えているが彼らも承知の上で行っていた。司書に就いてからは何かと話題にこと欠かなかったようで武村からの評価で町1つを簡単に消し飛ばせるほどの力があることが判明。
幼い頃のアオに言霊で作ったカチューシャを送っている。紫のことは「坊っちゃん」と呼び、紫からは「ばあや」と呼ばれている。

### 円神一派
比泉 円神（ひいずみ えんじん）
声 - 関智一 / 斧アツシ（変装時）
桜新町で起こる怪事件の黒幕であり、かつて人柱にされた比泉円陽の子孫。
円陽の恨みを晴らすため、七郷を使って2つの次元を融合させようとしている。現在はアオの兄であるギンの体を乗っ取っており、比泉の能力もサトリの能力も使える。また、枝垂達との戦いの中で陰陽道の理論も習得している。この世で唯一あの世を知っている者。まだギンの魂が生きているためか無意識のうちに彼のクセが出ることがある。
円陽の子孫だと本人は名乗っているが、七郷から発掘された円陽直筆の「比泉分家断絶」の書状が発見されたため、その真の正体が疑問視されていた。
のちに死神と化した応秋が現れた際に、その正体が明かされる。
テレビアニメ第1作では設定が異なり、あの世出身ではなくこの世出身で、かつて人間と妖怪の共存に反対したために調律されていた。
狂巻 ざくろ（くるまき ざくろ）
声 - 水原薫
死霊使い。
7月7日生まれ。16歳。身長165センチメートル。「肌触りが良い」という理由でチャイナ服を好んで着ている。
本人の力はそれほど強くないが、物質を腐らせたり、生物（動植物すべて）の死期を早めて死体に変え、それらの生体電流を操って自在に動かす術を使う。基本「操る」仕組みは同じなため、その気になれば生者も操れる。
優しく穏やかな性格で、迫害を受けて逃げていた鈴を匿い、一緒に暮らしていた。だがある日、堕ちたことで好戦的で挑発的な性格に変貌し、鈴を自分の玩具として扱うようになる。その後鈴を攫い桜新町を破壊しようとヒメ達の前に立ちはだかり、一度は鈴の説得により我に返るが、円神の手でさらに堕とされ暴走。その後秋名の調律によって悪気を祓われたことで元の性格に戻り、鈴と共に宝々蘭に住むことになる。しかし正気に返った後も妖力は抜けておらず、無意識のうちに力が発動されてしまうこともしばしば。全力を出すと目つきが鋭くなり、左目に黒い線が入る。
本人曰く、ネガティブ思考らしい。また思い込みが激しく、初めて篠塚とすれ違った時、彼のことを自分を始末しに来た妖怪ハンターだと思い込み、彼の話を全く聞かずに攻撃を仕掛けたり、雲珠と一緒にいた天野を人形使いと思い込み先制攻撃を仕掛けようとした。
本人曰く、地図を見るのが苦手。まだ桜新町の地理に慣れておらず、たびたび道に迷っている。
鈴と一緒にいたい、という理由から半妖であるが町内の高校に通っている。
V・りら・F（ヴィクトル・りら・フランケンシュタイン）
声 - 茅野愛衣
数年前に死んだはずのじゅりの妹。真人間。
8月30日生まれ。24歳。
尖がり帽子で箒にまたがるなど魔女のような外見をしており、左目の下に花のような痣があるが、幼いころ自身で肌を焼いてつけた痣である。
幼少期に父親の手品を見て以来、じゅりを喜ばせるために手品の練習をするも、当時のじゅりは医者になるための勉強に夢中で構ってもらえず、後にエスカレートしていく行動に不気味がられるようになり、その後急に心臓が止まり眠るように亡くなってしまう。
上記の経緯から半妖として蘇ったと考えられていたが、実際は手品で脈と心臓を止めて死んだように見せかけただけだった。体を剣で貫いたり、箒で空を飛んだり、病院を空に浮かべる等の技を見せたが、それらは全て手品であり妖力は無い。
円神とはじゅりを半妖にすることを条件に契約していた。ヒメ達の前に姿を現し、じゅりを連れて行こうとするが、ヒメの説得とじゅりの謝罪によって仲直り、和解した。
現在はじゅりの妖怪病院にお手伝いとして住んでいる傍ら、町中に手品のタネをしかけており、有事の時はそれをフルに活用している。
六角（ろっかく）
声 - 岡本信彦
狼男。人間体の時には黒いフードを羽織った男の姿をしている。満月の光と、それによって生じる影を特定条件とし、影を感知し動きを知ることができ、月光で体力を回復する。銀製品が弱点。堕ちて半妖となった狼で、野生の経験から、周囲100メートル以内の殺気を感じ取ることができる。
秋名達が箱根へ旅行に行っている最中に桜新町に現れた。不老不死を目的に人魚の血肉を求め、ミナとカナを襲い、カナを誘拐したが、桜新町警察署の面々らに叩きのめされ、さらに誘拐時に一緒にいたマリアベルも襲ったことで雄飛の怒りを買い、調律された。
調律後は人語も話せる狼に戻り、桜新町警察署の警察犬として飼われることになった（現在は研修中）。当初は口は悪かったが、調律後は一変して敬語を使うようになる。初登場時は黒い体だったが、実は白い毛色を持つ。彼自身はこの事には気づいていなかった。
九条院 入鹿（くじょういん いるか）
古道居合術九条院流第13代家元。鬼専門の妖怪ハンター。性格はアンニュイ。上段抜刀を必殺技として用いる。
当初は半妖だと思われていたが、実際は「妖刀鬼殺し」に操られていただけの真人間だった。その際は「返り血を洗いやすい」という理由でスクール水着を着せられており、その証拠写真を見せられた際には涙ながらに拡散しないように頼みこんでいた。
夜中寝ている間に操られていたため、本人だけでなく家族もその事実に気付いていなかった。「妖刀 鬼殺し」が祓われたあとは、自分には過ぎた業物としてその刀を秋名に渡した。
町内で理髪店を営むかまいたちのおばさんと出会い、その際見せられた無刀術に興味をもち、彼女の元に弟子入りしその道を極めようとしている。さらにヒメからは組み手の相手、秋名からは剣術の基本指導を頼まれ、自分のスケジュールと照らし合わせた結果「家からここ（桜新町）への往復は面倒」という結論に行き着き、実家からヒメの家に引っ越すこととなった。
妖刀 鬼殺し（ようとう おにごろし）
半妖。正式名称は「天下五剣・童子切安綱」。現在は秋名が所有している。
「挽いて絶つ」ことを主題においているため、刃はノコギリのように欠けたままになっている……と伝えられていたが、実際は堕ちた刀匠によって打たれていたため雄飛が暴走を危惧して、打ち直しができないように細工されていた。現在は八重によって研がれ、綺麗な刀身となっている。
一度堕とされているため、話すことが可能。目が一つありその位置は本刀の気分で変わる。居合いの際、自分の鞘を股に挟ませるように入鹿を操っていたりとスケベな一面も持ち、そのことを知った秋名にへし折られかけたことも。八重により本刀の意思によって斬れ味が変わるようになっている。
一二三（ひふみ）
小麦色の肌に豹柄の露出の多い服を身につけている女性。箱根山出身の妖怪。
妖怪ハンターではないが、「人の言った言葉を反復・具現化し攻撃する」という言霊使いの天敵となる能力から円神にスカウトされた。なお本人は廃校に放置されていた書物から都会に興味を持ち、条件を飲めばそこに行けることから円神の誘いにのった。
円神の指示により、元老院の地下に厳重に封印されていた零郷が入った部屋の扉を壊した後、その後にすることを忘れてしまい確認のために一時退却した。その後何度も円神に堕とされることで強化され、ヒメ達を圧倒するが、ことはの作った偽の桜新町から海上に投げ出され、「ショートカット ストライク・パッケージ」などをくらい敗北した。
その後当人は桜新町に居座るつもりだったが、円神との戦いが本格化し堕とす対称として再利用される可能性を考慮され、一段落するまでは巴の旅館で仲居として働きつつ町で暮らす上での一般常識を学ぶこととなった。

### その他
桜野 小姫（さくらの こひめ）
声 - 小倉唯
ヒメの従妹。
9歳（ヒメが町長に就任した年齢）になったため、隣町の町長選挙に立候補した。それにより、隣町の現町長である森野にさらわれ、桜新町をも巻き込む騒動になるが、雄飛から「9歳で町長になれるか」と言われ、この一件は終わる。
森野 和義（もりの かずよし）
声 - 島田敏
隣町の現町長。
町民からの支持を集めている小姫に町長の座を奪われることを恐れ、謎の老人（＝円神）と結託して小姫をさらい、ヒメ達に要求を押し付けた。ヒメの祖母の元弟子。少々気は弱いが町のためには熱くなれる男性。結局、小姫がまだ町長にはなれないので、来期も町長を務めることになった。最近は修行と称して付いて回る小姫と共に町内の見回りを行っている。今も月一でヒメの祖母の墓参りのために桜新町を訪れている。
篠塚 英二（しのづか えいじ）
声 - 田坂秀樹（テレビアニメ第1作） / 小野友樹（テレビアニメ第2作）
森野の秘書。
ことはと同じ一度「堕ちて」そこから槇春の手によって生還した半妖。そのため人間離れした能力を持つ。元は桜新町に住んでいたが、堕ちたことを悔やんで町に居づらくなり、森野の誘いで隣町に行く。そのため森野に忠実に従い、彼の命令には逆らわない。事件の際も最後まで反対し森野の言うことを聞きながらも、自分だけが泥をかぶるよう周りに指示していた。事件後も隣町に残り桜新町に協力するよう働く。一見強面だが、指定された約束の場所を間違える茶目っ気のある一面や、秋名たちにお茶や買い物の誘いを頼むような寂しがり屋な一面もある。ことはからは「ヅカちゃん」と呼ばれている。
テレビアニメ第1作では立ち位置が大いに異なり、円神に仕える半妖として登場する。またテレビアニメオリジナルの能力として、高速移動がある。
巴（ともえ）
声 - 柚木涼香
箱根の山奥で旅館を経営している犬神。推定1200歳。かつて東西の妖怪が争っていた際、それを毎日抑え込み、旅回り中の八重をも圧倒しただけの実力を持つ。元は旅館に住む看板犬だったが、「また来年会おう」という旅人達との約束を楽しみに生きていたら、いつのまにか犬神になっていた。
恭助とメル友。京都に出かけたついでに（箱根よりも東にある）桜新町に来るなどかなりの行動派。
じゅり、りらの父
生物学の研究者で著書もあり、椎名曰く「現代生物学の基礎を築いた方」。しかし本人は「異端な研究」と称する。熱心な親日家で日本語も達者。
比泉事務所を訪れ、七郷について書かれた研究日誌の内容を解読した。研究期間が長く、人と妖怪を見分けるだけに留まらず「普通の人間」と「ちょっと普通じゃない人間」を見分けることもできる（秋名が比泉の人間だと気づいた）。

## 用語集
妖怪（ようかい）
本来、人間が暮らす次元である「この世」とは別の次元、「あの世」に暮らす生き物。
人間にはない様々な力を使うことができるが、本来存在することのできない次元である「この世」にいることで、その力が不安定になってしまったりする。また、本来ならば死ぬことのない生き物であるはずが、「この世」にいると徐々に力が弱っていき最後には死んでしまう。
人間が「堕ちて」妖怪になることもあるらしく天災のようなもの。その際に「堕ちた」妖怪は他の妖怪と異なり、ほとんど自我がなく、危険な存在となる。
半妖（はんよう）
「堕ちて」しまった人間のうち、奇跡的に生還できた人のこと。浅かった人は祓ってもらってまた人間に戻るが、深く堕ちた人は祓ってもらっても妖力が抜けきらずに半妖となる。
人間でありながら妖力を持ち、妖怪と同じように様々な力を使うことができる。妖怪ハンターは皆半妖である。
半妖は、ことは・篠塚と妖怪ハンターの者（一部除く）が確認されていて、ことはと篠塚は槇春、ざくろは秋名、六角は雄飛によって祓われた。
「堕ちて」祓い切れず死んで調律された人間の墓が町内には設けられており、生還できた人間はかなりのレアなケース。
半妖同士は自分以外の半妖の位置が何となく分かる。
妖怪ハンター
その名の通り、妖怪を退治することを生業としている者達で「ある特定条件」によって圧倒的な強さを誇る妖怪の天敵。そのほとんどがことはや篠塚と同じ、一度「堕ちた」半妖である。
土地神（とちがみ）
その土地ごとにいる、その土地を「つかず離れずでただ見守る」もの。
この世界において「町」とは、まず土地神ありきで形作られるものであり、その町の土地神とはその町自身である（八重はこのことを「この町はわたし」と言っている）。土地神が根付いた土地から出るには力を制限された子供の姿になる必要がある。
桜新町（さくらしんまち）（テレビアニメ第1作では桜真町、旧称は桜神町）
物語の舞台となる妖怪と人間が共に暮らす町。世田谷区内。
「七郷」と呼ばれる7本の巨大な桜の木が町全体を取り囲んでいる。本来妖怪は「この世」ではなく「あの世」と呼ばれる別次元に存在する生き物であり、力が不安定になったり、寿命を持たない妖怪が死んでしまったりする。この町は他の場所で生きるのに辛くなった妖怪が調律（チューニング）されて「あの世」に行くために、存在する。この町は妖怪にとって終焉の町なのである。ただ、この町で暮らしているとだんだん「あの世」に行きたくなくなるらしい（鈴談）。
現町長はヒメが務め前町長はヒメの祖母の槍桜マチ。ヒメが9歳から町長を務められたのは特例であり、隣町では適用されなかった。ヒメ、八重のパトロールによって町の犯罪発生率の低さ、検挙率が共に最高水準を誇っており区内、関東内においてトップクラス。
寿命の違う種族が共存しているため、マリアベルとじゅりのように先祖と子孫が同じ時代に暮らすということもある。
人間と妖怪が共存している、という変わった環境であるため、町長と署長は家々で受け継がれている。
七郷（ななごう）
桜新町を囲む、霊桜とよばれる7本の桜の木。「この世」と「あの世」、2つの次元を跨いで存在しており、妖怪達の調律（チューニング）の目印になっている。七郷が咲くということは、すなわち2つの次元が融合することになり、「あの世」の妖怪が「この世」に溢れたり、元々「この世」にいる妖怪が暴走し出す可能性もある。半妖も体に何かしらの変化があるらしい。ざくろ曰く「比泉円陽の仕組んだトロイの木馬」。比泉事務所の地下書庫に七郷に関する研究日誌が残されており、それによると、「七郷を『生物』として考えた場合、『光合成をしていない』『根から養分を吸っていない』という点から、エネルギーを供給する機関、もしくは物体が七郷本体に内有されていると見て間違いない。すなわち、七郷は巨大な棺桶（COFFIN）である」と書かれている。事実、二つに裂けてしまった七郷の頂上にはフタがあり、「あの世」へ送られた円陽一族の一人の名前が書かれており、秋名達が中を確認するとまるで眠っているような遺体が発見されており、この遺体に起きていたズレを直したと同時に裂けた面がくっつき元通りに戻っている。
ヒダギュウ
「ロケットモンスター」という番組に出てくる、「いらっしゃいませ」と書かれた前掛けを身につけ片手にステーキをさしたフォークを持っている茶色い牛のキャラクター。鳴き声は「ヒダギュウー」。（美味しそうかつ）可愛らしい見た目で人気らしく、ぬいぐるみやキーホルダーなど様々なグッズが漫画・アニメ内に登場している。
枷（かせ）
八重が作った鬼の力を封じ込めるために岸兄妹がつけている腕輪のようなもの。たまに抑えきることができずに力が暴発してしまうことがある。現在は両者とも自分の意志で力をコントロールできるようになったためにつけていない。
本当は日本製のおもちゃで、力が封じられていたのはプラシーボ効果によるものだった。枷自体にも「MADE IN JAPAN」と彫られていたのだが、この事を岸兄妹は気づいていない（渡していた八重自身もじゅりに指摘されるまで枷に「MADE IN JAPAN」と彫られていることに気づいていなかった）。
調律（チューニング）
代々比泉家が受け継いできた術。この世の妖怪をあの世に合わせる事で、この術を行う者をお役目と呼ぶ。調律（チューニング）の実態は、妖怪をあの世に送る事で、この世からは完全に消えてしまうことになる。そのため、比泉の人間はお役目を人殺しと認識している。秋名は桜新町の住民全員と別れたくないため、調律（チューニング）はお役目の事も含めて隠していた。調律（チューニング）はただでできるものでなく、使う度に術者自身が「この世」からズレていく代償を負う。ズレを治すには「この世」の生き物と手をつないで元に戻す事である（人間以外との生き物とでもズレが治るかどうかは不明）。また妖怪以外に無生物などもあの世に送ることができる。
調律（チューニング）とは別に比泉の人間は生き物を「堕とす」こともできるらしく、逆に半妖のように「堕ちる」のを止めることもできる。
飛び石の儀（とびいしのぎ）
比泉宗家が分家に対しての罪滅ぼしとして受け継いでいる儀式。比泉宗家に「夏」と「冬」は存在しないとしており、「夏」と「冬」の息子が1歳になった時、「あの世」にそれぞれの先代の「春」と「秋」の手によって送られるというもの。
比泉宗家、分家（ひいずみそうけ、ぶんけ）
昔、比泉本家筋は一つしか存在せず、能力を持つものも長男だけだったが、ある年、本家筋に待望の長男が産まれたが、その赤子は双子だった。一人は「調律」、もう一人は「堕とす」力を受け継いでおり、調律することができる赤子が宗家、この世から忌み嫌われる力である「堕とす」力をもった赤子が分家となった。ただし、二派に分かれたといっても完全に力も二分されたわけではなく、本元の力と比べれば蚊の鳴くほどではあるが、宗家は「堕とす」、分家は「調律」することもできる。
比泉家の過去
昔は妖怪を調律（チューニング）しても上手くいかず、どちらの次元からも消えてしまうことが多かった。その事に悩んだ比泉家は、調律を絶対成功させる方法を探し始めた。そこで当時お役目継承者だった2人の男、比泉応秋と比泉円陽に白羽の矢が立った。応秋は円陽を調律して「あの世」に送り出した。その1年後、円陽は「あの世」から「この世」に7本の霊桜、七郷を送った。その後円陽は戻ってくることはなく、死んだものと考えた。その後七郷を目印としたため調律失敗はなくなり、妖怪たちは七郷に集まり出し、現在の桜新町となった。
……というのが現在の秋名達に伝わっていた話であった。
実は円陽は志願したのではなく、分家だという理由だけで人柱として当人を含めた一家全員を無理矢理調律された。七郷は調律の目印ではなく、2つの次元を融合するため、円陽が怨み憎しみとして送り込んだ楔である。七郷の本数と人柱となった人数が同じである。
しかし、先祖がその分家に対しての罪滅ぼしとして「飛び石の儀」を行っており、それは現代にも引き継がれている。
零郷（ぜろごう）
元老院が開発した人工の七郷。ヒメ達の親ら「空白の世代」34人が入れられているが、定員は36人。

## 書誌情報
- ヤスダスズヒト『夜桜四重奏 〜ヨザクラカルテット〜』 講談社〈シリウスKC〉、全34巻
  1. 2006年9月22日発売[6]、ISBN 978-4-06-373042-5
  2. 2007年3月23日発売[7]、ISBN 978-4-06-373063-0
  3. 2007年9月21日発売[8]、ISBN 978-4-06-373087-6
  4. 2008年4月23日発売[9]、ISBN 978-4-06-373111-8
  5. 2008年8月22日発売[10]、ISBN 978-4-06-373126-2
  6. 2008年12月22日発売[11]、ISBN 978-4-06-373146-0
    - （限定版）同日発売[12]、ISBN 978-4-06-937287-2
    - （ドラマCD付き限定版）同日発売[13]、ISBN 978-4-06-937287-2

  7. 2009年9月23日発売[14]、ISBN 978-4-06-373184-2
  8. 2010年4月23日発売[15]、ISBN 978-4-06-376218-1
    - （CD付き限定版）同日発売[16]、ISBN 978-4-06-362162-4

  9. 2010年10月8日発売[17]、ISBN 978-4-06-376239-6
    - （OAD付き限定版）同日発売、ISBN 978-4-06-358320-5

  10. 2011年4月8日発売[18]、ISBN 978-4-06-376264-8
    - （DVD付き限定版）同日発売[19]、ISBN 978-4-06-358338-0

  11. 2011年11月9日発売[20]、ISBN 978-4-06-376305-8
    - （OAD付き限定版）2011年11月8日発売、ISBN 978-4-06-358348-9

  12. 2012年8月9日発売[21]、ISBN 978-4-06-376339-3
    - （キャラクターソングCD付き限定版）2012年8月8日発売、ISBN 978-4-06-358396-0

  13. 2013年4月9日発売[22]、ISBN 978-4-06-376392-8
    - （限定版）同日発売[23]、ISBN 978-4-06-362242-3

  14. 2013年10月9日発売[24]、ISBN 978-4-06-376416-1
    - （DVD付き限定版）同日発売[25]、ISBN 978-4-06-358447-9

  15. 2014年2月7日発売[26]、ISBN 978-4-06-376443-7
    - （DVD付き限定版）同日発売[27]、ISBN 978-4-06-358473-8

  16. 2014年11月7日発売[28]、ISBN 978-4-06-376506-9
    - （DVD付き限定版）2014年11月6日発売[29]、ISBN 978-4-06-358474-5

  17. 2015年8月7日発売[30]、ISBN 978-4-06-376562-5
    - （CD付き限定版）2015年8月6日発売[31]、ISBN 978-4-06-358770-8

  18. 2016年3月9日発売[32]、ISBN 978-4-06-390608-0
    - （スクールカレンダー付き限定版）同日発売[33]、ISBN 978-4-06-358800-2

  19. 2016年9月9日発売[34]、ISBN 978-4-06-390647-9
    - （コミック手帳付き限定版）同日発売[35]、ISBN 978-4-06-358835-4

  20. 2017年4月7日発売[36]、ISBN 978-4-06-390699-8
    - （トランプ付き限定版）同日発売[37]、ISBN 978-4-06-358848-4

  21. 2017年12月8日発売[38]、ISBN 978-4-06-510491-0
    - （描き下ろしイラスト手帳〈2018年〉付き限定版）同日発売[39]、ISBN 978-4-06-510438-5

  22. 2018年8月9日発売[40]、ISBN 978-4-06-512246-4
    - （カードゲーム付き限定版）同日発売[41]、ISBN 978-4-06-512396-6

  23. 2018年11月9日発売[42]、ISBN 978-4-06-513322-4
    - （描き下ろしイラスト手帳〈2019年〉付き限定版）同日発売[43]、ISBN 978-4-06-513919-6

  24. 2019年7月9日発売[44]、ISBN 978-4-06-516263-7
    - （描き下ろしイラストカレンダー付き限定版）同日発売[45]、ISBN 978-4-06-516550-8

  25. 2019年12月9日発売[46]、ISBN 978-4-06-517791-4
    - （描き下ろしイラスト手帳〈2020年〉付き限定版）同日発売[47]、ISBN 978-4-06-518130-0

  26. 2020年7月9日発売[48]、ISBN 978-4-06-519709-7
    - （描き下ろしイラストカレンダー付き特装版）同日発売[49]、ISBN 978-4-06-520756-7

  27. 2020年12月9日発売[50]、ISBN 978-4-06-521522-7
    - （描き下ろしイラスト手帳〈2021年〉付き特装版）同日発売[51]、ISBN 978-4-06-522035-1

  28. 2021年9月9日発売[52]、ISBN 978-4-06-523686-4
    - （描き下ろしイラスト手帳〈2022年〉付き特装版）同日発売[53]、ISBN 978-4-06-524990-1

  29. 2022年6月9日発売[54]、ISBN 978-4-06-527995-3
    - （描き下ろしイラストカレンダー付き特装版）同日発売[55]、ISBN 978-4-06-528234-2

  30. 2022年12月8日発売[56]、ISBN 978-4-06-529993-7
    - （描き下ろしイラスト手帳〈2023年〉付き特装版）同日発売[57]、ISBN 978-4-06-530409-9

  31. 2023年9月8日発売[58]、ISBN 978-4-06-531986-4
    - （描き下ろしイラスト手帳〈2024年〉付き特装版）同日発売[59]、ISBN 978-4-06-533054-8

  32. 2024年8月7日発売[60]、ISBN 978-4-06-536505-2
    - （描き下ろしイラスト手帳〈2025年〉付き特装版）同日発売[61]、ISBN 978-4-06-536862-6

  33. 2025年4月9日発売[3]、ISBN 978-4-06-538958-4
    - （描き下ろしイラストカレンダー付き特装版）同日発売[62]、ISBN 978-4-06-539495-3

  34. 2025年8月7日発売[63]、ISBN 978-4-06-540632-8
    - （描き下ろしイラスト手帳〈2026年〉付き）同日発売[64]、ISBN 978-4-06-540752-3

## テレビアニメ

### 夜桜四重奏 〜ヨザクラカルテット〜
2008年10月から12月まで、TBSほかで放送された。プレスコで収録されている。制作会社および主なスタッフは『ローゼンメイデン』シリーズと同じ布陣となっている。
個々の舞台やキャラクターが大きなバックグラウンドを持つ原作を1クールで描くにあたり、物語をシンプルな作りとするためのバックグラウンドの整理が行われている。また、桜新町は「桜真町」という名称となっており、二子玉川をモデルにアレンジされている。
調律（チューニング）の仕組みも異なっている。原作では対象そのものをあの世に送っていたが、アニメでは生物の「魂」のみを送っており、後に魂のない抜け殻らしきものが残る。また原作では左右どちらの手でも行っているが、アニメにおいては左手でのみ実行している。

#### スタッフ
- 原作 - ヤスダスズヒト『夜桜四重奏 〜ヨザクラカルテット〜』
- 監督 - 松尾衡
- 監督助手 - 山崎みつえ
- シリーズ構成 - 花田十輝
- キャラクターデザイン・総作画監督 - 菊池聡延
- 美術監督 - 池端紀子
- 色彩設計 - 梅崎ひろこ
- 撮影監督 - 森本由美子
- 編集 - 武宮むつみ
- 音楽 - 土橋安騎夫、IVAN KRAL
- 音響監督 - 鶴岡陽太
- プロデューサー - 田中潤一朗（TBS）、中村伸一、立石謙介、金庭こず恵
- アニメーション制作 - ノーマッド
- 製作協力 - ポニーキャニオン、講談社、ムービック
- 製作 - TBS、桜真町生活相談所

#### 主題歌
「JUST TUNE」
作詞 - ああ / 作曲・編曲 - 藤田淳平 (Elements Garden) / 歌 - savage genius（フライングドッグ）

#### エンディングテーマ
「ナガレボシ」
作詞 - 伊藤利恵子 / 作曲・編曲 - 北川勝利 / ストリングアレンジ - 櫻井康史 / 歌 - ROUND TABLE featuring Nino（フライングドッグ）

#### 各話リスト
| 話数   | サブタイトル | 脚本              | 絵コンテ | 演出              | 作画監督                     | 原作     |
| ------ | ------------ | ----------------- | -------- | ----------------- | ---------------------------- | -------- |
| 第1話  | サクラサク   | 花田十輝          | 松尾衡   | 松尾衡 山崎みつえ | 菊池聡延                     | 1話、9話 |
| 第2話  | キミノナハ   | 花田十輝          | 松尾衡   | 嵯峨敏            | 神本兼利 鷲田敏弥            | 9話      |
| 第3話  | ソノカクゴ   | 花田十輝          | 松尾衡   | 市村徹夫          | 北村友幸                     | 4話      |
| 第4話  | フリカエル   | 花田十輝          | 松尾衡   | 菅原静貴          | 山門郁夫                     |          |
| 第5話  | キミヲマツ   | 柿原優子          | 島津裕行 | 白石道太 松尾衡   | 武本大介 古賀誠              | 2話、3話 |
| 第6話  | ツムグウタ   | 山田靖智          | 松尾衡   | 山崎みつえ        | 原由美子                     | 5話      |
| 第7話  | ハナミズキ   | 山田靖智          | 松尾衡   | 市村徹夫          | 石井久美                     |          |
| 第8話  | ソノトキヲ   | 花田十輝          | 島津裕行 | 中山敦史          | 尾尻進矢                     |          |
| 第9話  | ユクサキニ   | 花田十輝          | 松尾衡   | 嵯峨敏            | 神本兼利                     |          |
| 第10話 | イバラミチ   | 山田靖智 花田十輝 | 島津裕行 | 柳伸亮            | 大河原晴男                   |          |
| 第11話 | キミノマエ   | 花田十輝          | 松尾衡   | 菅原静貴          | 古賀誠 斉藤新明              |          |
| 第12話 | サクラマウ   | 花田十輝          | 松尾衡   | 松尾衡 山崎みつえ | 菊地聡延 春日井浩之 北村友幸 |          |

#### 放送局
| 放送地域   | 放送局       | 放送期間                       | 放送日時         | 放送系列       | 備考              |
| ---------- | ------------ | ------------------------------ | ---------------- | -------------- | ----------------- |
| 関東広域圏 | TBSテレビ    | 2008年10月3日 - 12月19日       | 金曜 1:29 - 1:59 | TBS系列        | 製作局 4:3 SD画質 |
| 日本全域   | BS-i         | 2008年10月24日 - 2009年1月23日 | 金曜 0:30 - 1:00 | TBS系列 BS放送 | 16:9 SD画質       |
| 中京広域圏 | 中部日本放送 | 2008年10月24日 - 2009年1月23日 | 金曜 3:00 - 3:30 | TBS系列        | 4:3 SD画質        |

| TBS 金曜 1:29 - 1:59                                                     | TBS 金曜 1:29 - 1:59              | TBS 金曜 1:29 - 1:59 |
| 前番組                                                                   | 番組名                            | 次番組               |
| ------------------------------------------------------------------------ | --------------------------------- | -------------------- |
| ひだまりスケッチ×365 （1:25 - 1:55）To LOVEる -とらぶる- （1:55 - 2:25） | 夜桜四重奏 〜ヨザクラカルテット〜 | 明日のよいち!        |

### 夜桜四重奏 〜ハナノウタ〜
2013年4月4日、再度アニメ化されることが発表された。2013年10月より12月まで放送された。第1作の続編ではなく、一から再製作となる。若干のアレンジはあるものの、概ね原作を踏襲する設定・ストーリーとなっている。

#### スタッフ（ハナノウタ）
- 原作 - ヤスダスズヒト『夜桜四重奏 〜ヨザクラカルテット』（講談社「月刊少年シリウス」連載）
- 監督・キャラクターデザイン - りょーちも
- 副監督 - 鈴木清崇
- シリーズ構成・アニメーションプロデューサー - 石川学
- プロップデザイン - 髙野綾
- 美術設定 - 綱頭瑛子
- 美術監督 - 小田理恵
- 色彩設計 - 木村聡子
- 撮影監督 - 神木正士
- CGディレクター - 小原彩子
- 編集 - 坂本雅紀
- 音響監督 - 明田川仁
- 音楽 - やしきん
- 音楽制作 - トイズファクトリー
- プロデューサー - 立石謙介、中村伸一、吉田健人、宮原亜希子、平田秀夫、金庭こず恵
- アニメーション制作 - タツノコプロ
- 製作 - 『夜桜四重奏 〜ハナノウタ〜』製作委員会（講談社、ポニーキャニオン、ファミマ.COM、タツノコプロ、トイズファクトリー、ムービック）

#### 主題歌（ハナノウタ）
「桜のあと (all quartets lead to the?)」（第1話 - 第8話、第10話 - 第13話）
作詞・作曲 - 田淵智也 / 編曲・歌 - UNISON SQUARE GARDEN（トイズファクトリー）
「kid,I like quartet」（第9話）
作詞・作曲 - 田淵智也 / 編曲・歌 - UNISON SQUARE GARDEN（トイズファクトリー）

#### エンディングテーマ（ハナノウタ）
「ツキヨミ」
作詞・作曲 - ヨシダタクミ / 編曲・歌 - phatmans after school（トイズファクトリー）

#### 挿入歌（ハナノウタ）
「またねとまたね」（第10話）
作詞・作曲 - 田淵智也 / 編曲 - やしきん / 歌 - 槍桜ヒメ（福圓美里）、比泉秋名（梶裕貴）、七海アオ（藤田咲）、
五十音ことは（沢城みゆき）、岸恭助（小野大輔）、岸桃華（戸松遥）、V・じゅり・F（大久保藍子）、V・りら・F（茅野愛衣）

#### 各話リスト（ハナノウタ）
| 話数   | サブタイトル  | 脚本           | 絵コンテ   | 演出                     | 作画監督                                    | 総作画監督 | エンドカード           |
| ------ | ------------- | -------------- | ---------- | ------------------------ | ------------------------------------------- | ---------- | ---------------------- |
| 第1話  | サクラサク    | 石川学         | りょーちも | 山下清悟                 | 川野達朗                                    | りょーちも | がんぽん               |
| 第2話  | ハルノカゼ    | ヤスダスズヒト | 鈴木清崇   | 鈴木清崇                 | 谷口宏美                                    | りょーちも | うっけ                 |
| 第3話  | ススミダス    | 石川学         | 松尾慎     | 松山正彦                 | 藤崎真吾、中谷友紀子                        | りょーちも | 岡崎武士               |
| 第4話  | ソノトキヲ    | 石川学         | 寺東克己   | 間島崇寛                 | 武智敏光                                    | -          | ワダアルコ             |
| 第5話  | イバラミチ 1  | 石川学         | 小林寛     | 三上喜子                 | 中森晃太郎                                  | りょーちも | 笹川ひろし、上北ふたご |
| 第6話  | イバラミチ 2  | 石川学         | 寺岡巌     | 鈴木清崇                 | 川野達朗                                    | りょーちも | 広江礼威               |
| 第7話  | イバラミチ 3  | 石川学         | 鈴木清崇   | 竹下良平                 | 谷口宏美                                    | りょーちも | 水あさと               |
| 第8話  | イバラミチ。  | 涼村千夏       | 寺東克己   | 矢野孝典                 | 藤田正幸、重松晋一 千光士海登               | 高田晃     | 前田真宏               |
| 第9話  | ロクノイチ 前 | 石川学         | 寺岡巌     | 吉原達矢                 | 砂川貴哉、普津澤時ヱ門                      | りょーちも | 貞方希久子             |
| 第10話 | ロクノイチ 後 | 涼村千夏       | 山下清悟   | 山下清悟                 | 今岡律之、川野達朗                          | りょーちも | 西E田                  |
| 第11話 | ハナノウタ 1  | 涼村千夏       | 青井小夜   | 藤本義孝                 | 渡辺奈月、藤崎真吾                          | りょーちも | こうたろ               |
| 第12話 | ハナノウタ 2  | 石川学         | 寺東克己   | 松本憲生、高瀬智章       | 松本憲生、高瀬智章                          | りょーちも | 茶山隆介               |
| 第13話 | ハナノウタ。  | 石川学         | 松尾慎     | 松尾慎 竹下良平 鈴木清崇 | 谷口宏美、普津澤時ヱ門 砂川貴哉、りょーちも | りょーちも | りょーちも             |

#### 放送局等（ハナノウタ）
| 放送地域 | 放送局     | 放送期間                      | 放送日時           | 放送系列                      | 備考                                                     |
| -------- | ---------- | ----------------------------- | ------------------ | ----------------------------- | -------------------------------------------------------- |
| 東京都   | TOKYO MX   | 2013年10月6日 - 12月29日      | 日曜 23:30 - 24:00 | 独立局                        |                                                          |
| 兵庫県   | サンテレビ | 2013年10月7日 - 12月30日      | 月曜 1:00 - 1:30   | 独立局                        |                                                          |
| 京都府   | KBS京都    | 2013年10月8日 - 12月31日      | 火曜 1:00 - 1:30   | 独立局                        |                                                          |
| 愛知県   | テレビ愛知 | 2013年10月8日 - 2014年1月7日  | 火曜 1:35 - 2:05   | テレビ東京系列                |                                                          |
| 日本全域 | BS11       | 2013年10月9日 - 2014年1月1日  | 水曜 0:30 - 1:00   | BS放送                        | 『ANIME+』枠                                             |
| 韓国全域 | ANIPLUS    | 2013年10月11日 - 2014年1月3日 | 金曜 23:30 - 24:00 | CS放送、IP放送 ケーブルテレビ | 15歳以上視聴可で放送 韓国語字幕あり ネット配信も別途あり |
| 日本全域 | AT-X       | 2013年10月16日 - 2014年1月8日 | 水曜 23:00 - 23:30 | アニメ専門CS放送              | リピート放送あり                                         |

ネット配信
| 配信サイト         | 配信期間                      | 配信時間           | 備考                             |
| ------------------ | ----------------------------- | ------------------ | -------------------------------- |
| ニコニコ生放送     | 2013年10月9日 - 2014年1月1日  | 水曜 23:00 - 23:30 |                                  |
| ニコニコチャンネル | 2013年10月9日 - 2014年1月1日  | 水曜 23:30 更新    |                                  |
| バンダイチャンネル | 2013年10月10日 - 2014年1月2日 | 木曜 0:00 更新     |                                  |
| dアニメストア      | 2013年10月10日 - 2014年1月2日 | 木曜 12:00 更新    | 見放題サービス利用者は全話見放題 |

#### Blu-ray / DVD
| 巻 | 発売日         | 収録話          | 規格品番   | 規格品番   |
| 巻 | 発売日         | 収録話          | BD         | DVD        |
| -- | -------------- | --------------- | ---------- | ---------- |
| 1  | 2013年12月18日 | 第1話 - 第2話   | PCXE-50291 | PCBE-52291 |
| 2  | 2014年1月15日  | 第3話 - 第4話   | PCXE-50292 | PCBE-52292 |
| 3  | 2014年2月19日  | 第5話 - 第6話   | PCXE-50293 | PCBE-52293 |
| 4  | 2014年3月19日  | 第7話 - 第8話   | PCXE-50294 | PCBE-52294 |
| 5  | 2014年4月16日  | 第9話 - 第10話  | PCXE-50295 | PCBE-52295 |
| 6  | 2014年5月21日  | 第11話 - 第13話 | PCXE-50296 | PCBE-52296 |

## OAD

### 夜桜四重奏 〜ホシノウミ〜
原作単行本第9巻、第10巻、第11巻の各限定版に収録のOADシリーズ（全3話）。
内容は原作に合わせ、テレビシリーズのキャストもほぼ続投するが、スタッフは第1作から一新されている。テレビでは規制されていたパンチラなどのお色気描写が解禁されている。第1話には「STB 桜真町町内放送」の番外編、第2話にはキャラクターソングCD、第3話には「夜桜四重奏への挑戦」が収録されている。
ストーリーは「夜桜四重奏〜ハナノウタ〜」の第8話から第9話の間にあったエピソードとなっている（第9話のOP映像でダイジェストを流した）。
2013年7月26日Blu-rayで発売。

#### スタッフ（ホシノウミ）
- 原作 - ヤスダスズヒト『夜桜四重奏 〜ヨザクラカルテット〜』
- 監督・キャラクターデザイン・総作画監督 - りょーちも
- 美術監督 - 佐藤豪志
- 色彩設計 - 木村聡子
- 撮影監督 - 入部章
- 編集 - 奥田浩史、田村ゆり（3話）
- 音楽 - 末光篤
- 音響監督 - 明田川仁
- 音響効果 - 中野勝博
- プロデューサー - 立石謙介、福井恭介
- アニメーション制作 - タツノコプロ、パープルカウスタジオジャパン
- 製作 - 講談社

#### 主題歌（ホシノウミ）
「kid,I like quartet」
作詞・作曲 - 田淵智也 / 編曲・歌 - UNISON SQUARE GARDEN（トイズファクトリー）

#### 主題歌（エンディングテーマ）
「Hello Hello」
作詞 - いしわたり淳治 / 作曲 - 末光篤 / 歌 - SUEMITSU & THE SUEMITH

#### 各話リスト（ホシノウミ）
| 話数  | 脚本            | 絵コンテ            | 演出                | 作画監督                                           | 発売日        |
| ----- | --------------- | ------------------- | ------------------- | -------------------------------------------------- | ------------- |
| 第1話 | 中林もも        | 小林寛              | 小林寛              | りょーちも                                         | 2010年10月8日 |
| 第2話 | 中林もも 石川学 | 鈴木清崇 りょーちも | 鈴木清崇            | りょーちも                                         | 2011年4月8日  |
| 第3話 | 中林もも 石川学 | 鈴木清崇 りょーちも | 鈴木清崇 りょーちも | りょーちも、河野恵美 羽田浩二、渡辺奈月 中谷友紀子 | 2011年11月9日 |

### 夜桜四重奏 〜ツキニナク〜
原作単行本第14巻、第15巻、第16巻の各限定版に収録のOADシリーズ第2弾（全3話）。

#### スタッフ（ツキニナク）
- 原作 - ヤスダスズヒト
- 監督・キャラクターデザイン - りょーちも
- サブキャラクターデザイン - 高野綾
- 副監督 - 鈴木清崇
- シリーズ構成・アニメーションプロデューサー - 石川学
- 撮影監督 - 神木正士
- 編集 - 坂本雅紀（森田編集）
- 美術監督 - 小田理恵（草薙）
- 美術設定 - 綱頭瑛子（草薙）
- 3DCG - 小原彩子
- 色彩設計 - 木村聡子
- 音響監督 - 明田川仁
- 音楽 - やしきん
- 音楽制作 - トイズファクトリー
- 音楽プロデューサー - 平田秀夫
- アニメーション制作 - タツノコプロ
- 制作協力 - スタジオガッツ
- 製作 - 「夜桜四重奏 〜ツキニナク〜」製作委員会

#### 主題歌（ツキニナク）
オープニングテーマ「ノンフィクションコンパス」
エンディングテーマ「シャンデリア・ワルツ」
作詞・作曲 - 田淵智也 / 歌 - UNISON SQUARE GARDEN（トイズファクトリー）

#### 各話リスト（ツキニナク）
| 話数 | 脚本     | 絵コンテ   | 演出              | 総作画監督 | 作画監督                                       | 発売日        |
| ---- | -------- | ---------- | ----------------- | ---------- | ---------------------------------------------- | ------------- |
| #1   | 石川学   | 寺東克己   | 松山正彦          | 高田晃     | 藤崎真吾、谷口宏美 斎藤真由、加藤照代 猿渡聖加 | 2013年10月9日 |
| #2   | 涼村千夏 | 摩砂雪     | 松山正彦          | 砂川貴哉   | 服部憲知、高乗陽子                             | 2014年2月7日  |
| #3   | 石川学   | りょーちも | りょーちも 高藤聡 | -          | 今岡律之、砂川貴哉                             | 2014年11月7日 |

## WEBラジオ

### STB 桜真町町内放送
アニメイトTVで2008年10月3日から2009年3月19日まで、隔週金曜に更新されたWEBラジオ。全13回。パーソナリティは福圓美里（槍桜ヒメ役）、梶裕貴（比泉秋名役）。

### コーナー
町民レポート
いわゆるふつおたコーナー。
届けてヒメメモ
街で見かけた不思議な事を、妖怪の仕業的なネタとして投稿するコーナー。
秋名のLet's調律（チューニング）
お悩み相談の名を借りたパーソナリティへの無茶振りコーナー。

### ゲスト
- 第3回（2008年10月31日）藤田咲
- 第6回（2008年12月12日）ああ（savage genius）
- 第7回（2008年12月26日）大久保藍子
- 第9回（2009年1月23日）沢城みゆき
- 第10回（2009年2月6日）戸松遥
- 番外編1（夜桜四重奏第6巻先着購入特典ドラマCD収録）又吉愛
- 番外編2（『夜桜四重奏 〜ホシノウミ〜』第1話収録）又吉愛、桑谷夏子
- DJCD 第1巻（2008年12月25日）藤田咲、又吉愛
- DJCD 第2巻（2009年3月25日）戸松遥

### TVアニメ「夜桜四重奏」Web Radio「木曜から夜ザクラ」
アニメイトTVで2013年9月12日から2013年12月19日まで、隔週木曜に更新されたWEBラジオ。全8回。パーソナリティは福圓美里（槍桜ヒメ役）、梶裕貴（比泉秋名役）。

### コーナー
町民レポート
いわゆるフツオタのコーナー。
選択四重奏（せんたくカルテット）
ユーザーアンケートを元にした、クイズと罰ゲームのコーナー。
秋名のお悩み調律（チューニング）!
お悩み相談のコーナー。
妖怪レポート
周囲の変わった人物を募集し、パーソナリティ二人が「妖怪」と「人間」を判定するコーナー。

### ゲスト
- 第3回（2013年10月10日）藤田咲
- 第4回（2013年10月24日）藤田咲
- 第5回（2013年11月7日）桑谷夏子
- 第6回（2013年11月21日）桑谷夏子
- DJCD 第壱夜（2014年1月29日）藤田咲
- DJCD 第弐夜（2014年3月26日）藤田咲